# Férfi jégkorongtorna a 2006. évi téli olimpiai játékokon
A 2006. évi téli olimpiai játékokon a férfi jégkorongtornát február 15. és 26. között rendezték. A tornán 12 nemzet csapata vett részt.

## Lebonyolítás
A 12 résztvevőt 2 darab 6 csapatos csoportot alkotott. Körmérkőzések döntötték el a csoportok végeredményét. A csoportból az első négy helyezett jutott tovább az negyeddöntőbe, ahonnan egyenes kieséses rendszerben folytatódott a torna. A csoportok ötödik és hatodik helyezettjei kiestek.

## Csoportkör
| Színmagyarázat                                              |
| ----------------------------------------------------------- |
| A csoportok első négy helyezettje bejutott a negyeddöntőbe. |
| A csoportok ötödik és hatodik helyezettjei kiestek.         |

### A csoport
| Nemzet      | M | Gy | D | V | G+ | G– | Gk  | P  |
| ----------- | - | -- | - | - | -- | -- | --- | -- |
| Finnország  | 5 | 5  | 0 | 0 | 19 | 2  | +17 | 10 |
| Svájc       | 5 | 2  | 2 | 1 | 10 | 12 | –2  | 6  |
| Kanada      | 5 | 3  | 0 | 2 | 15 | 9  | +6  | 6  |
| Csehország  | 5 | 2  | 0 | 3 | 14 | 12 | +2  | 4  |
| Németország | 5 | 0  | 2 | 3 | 7  | 16 | –9  | 2  |
| Olaszország | 5 | 0  | 2 | 3 | 9  | 23 | –14 | 2  |

- Azonos pontszám esetén elsősorban az egymás elleni eredmény döntött, majd pedig a gólarány.

| 2006. február 15. 13:05 | Olaszország (ITA) | 2 – 7 (0–1, 2–5, 0–1) | Kanada | Palasport Olimpico Nézőszám: 8575 |

| Jegyzőkönyv | Jegyzőkönyv | Jegyzőkönyv                             | Jegyzőkönyv | Jegyzőkönyv                         |
| --- | ----------- | --------------------------------------- | ----------- | ----------------------------------- |
| |             |                                         |             | Játékvezető: Thomas Andersson (SWE) |
| \| \| 0 – 1 \| 5:33 - Iginla (Bertuzzi, Sakic) \| \| Cirone (Scandella) (PP) - 20:43 \| 1 – 1 \| \| \| \| 1 – 2 \| 21:55 - Heatley (St. Louis, Lecavalier) \| \| \| 1 – 3 \| 25:38 - Doan (Pronger, Richards) \| \| \| 1 – 4 \| 26:04 - Iginla (Sakic) (PP) \| \| \| 1 – 5 \| 33:53 - St. Louis (Heatley, Lecavalier) \| \| \| 1 – 6 \| 34:38 - Richards (Doan, Bertuzzi) \| \| Parco (Tuzzolino) - 38:08 \| 2 – 6 \| \| \| \| 2 – 7 \| 43:39 - Thornton (Gagné) (PP) \| |             |                                         |             |                                     |
| 20 perc | Büntetések  | 12 perc                                 |             |                                     |
| 20 | Lövések     | 50                                      |             |                                     |
| | 0 – 1       | 5:33 - Iginla (Bertuzzi, Sakic)         |             |                                     |
| Cirone (Scandella) (PP) - 20:43 | 1 – 1       |                                         |             |                                     |
| | 1 – 2       | 21:55 - Heatley (St. Louis, Lecavalier) |             |                                     |
| | 1 – 3       | 25:38 - Doan (Pronger, Richards)        |             |                                     |
| | 1 – 4       | 26:04 - Iginla (Sakic) (PP)             |             |                                     |
| | 1 – 5       | 33:53 - St. Louis (Heatley, Lecavalier) |             |                                     |
| | 1 – 6       | 34:38 - Richards (Doan, Bertuzzi)       |             |                                     |
| Parco (Tuzzolino) - 38:08 | 2 – 6       |                                         |             |                                     |
| | 2 – 7       | 43:39 - Thornton (Gagné) (PP)           |             |                                     |

| 2006. február 15. 15:35 | Svájc (SUI) | 0 – 5 (0–1, 0–4, 0–0) | Finnország | Torino Esposizioni Nézőszám: 2960 |

| Jegyzőkönyv | Jegyzőkönyv | Jegyzőkönyv                               | Jegyzőkönyv | Jegyzőkönyv                            |
| --- | ----------- | ----------------------------------------- | ----------- | -------------------------------------- |
| |             |                                           |             | Játékvezető: Don Van Massenhoven (CAN) |
| \| \| 0 – 1 \| 13:07 - O. Jokinen (Peltonen) (PP) \| \| \| 0 – 2 \| 23:35 - Numminen (Selänne, Lehtinen) (PP) \| \| \| 0 – 3 \| 28:04 - O Jokinen (Peltonen, J. Jokinen) \| \| \| 0 – 4 \| 33:25 - Selänne (S. Koivu) \| \| \| 0 – 5 \| 39:25 - Selänne (Lehtinen, O. Jokinen) \| |             |                                           |             |                                        |
| 10 perc | Büntetések  | 8 perc                                    |             |                                        |
| 24 | Lövések     | 37                                        |             |                                        |
| | 0 – 1       | 13:07 - O. Jokinen (Peltonen) (PP)        |             |                                        |
| | 0 – 2       | 23:35 - Numminen (Selänne, Lehtinen) (PP) |             |                                        |
| | 0 – 3       | 28:04 - O Jokinen (Peltonen, J. Jokinen)  |             |                                        |
| | 0 – 4       | 33:25 - Selänne (S. Koivu)                |             |                                        |
| | 0 – 5       | 39:25 - Selänne (Lehtinen, O. Jokinen)    |             |                                        |

| 2006. február 15. 17:05 | Németország (GER) | 1 – 4 (1–0, 0–2, 0–2) | Csehország | Palasport Olimpico Nézőszám: 6463 |

| Jegyzőkönyv | Jegyzőkönyv | Jegyzőkönyv                              | Jegyzőkönyv | Jegyzőkönyv                      |
| --- | ----------- | ---------------------------------------- | ----------- | -------------------------------- |
| |             |                                          |             | Játékvezető: Dan Marouelli (CAN) |
| \| Boos (Sulzer) (PP) - 19:10 \| 1 – 0 \| \| \| \| 1 – 1 \| 21:02 - T. Kaberle (Kubina, Vokoun) (PP) \| \| \| 1 – 2 \| 23:38 - T. Kaberle (Straka, Jágr) (PP) \| \| \| 1 – 3 \| 57:47 - Jágr \| \| \| 1 – 4 \| 59:32 - Výborný (EN) \| |             |                                          |             |                                  |
| 10 perc | Büntetések  | 12 perc                                  |             |                                  |
| 25 | Lövések     | 34                                       |             |                                  |
| Boos (Sulzer) (PP) - 19:10 | 1 – 0       |                                          |             |                                  |
| | 1 – 1       | 21:02 - T. Kaberle (Kubina, Vokoun) (PP) |             |                                  |
| | 1 – 2       | 23:38 - T. Kaberle (Straka, Jágr) (PP)   |             |                                  |
| | 1 – 3       | 57:47 - Jágr                             |             |                                  |
| | 1 – 4       | 59:32 - Výborný (EN)                     |             |                                  |

| 2006. február 16. 12:05 | Finnország (FIN) | 6 – 0 (0–0, 4–0, 2–0) | Olaszország | Palasport Olimpico Nézőszám: 7776 |

| Jegyzőkönyv | Jegyzőkönyv | Jegyzőkönyv | Jegyzőkönyv | Jegyzőkönyv                           |
| --- | ----------- | ----------- | ----------- | ------------------------------------- |
| |             |             |             | Játékvezető: Viacheslav Bulanov (RUS) |
| \| Lehtinen (Numminen) (PP) - 21:49 \| 1 – 0 \| \| \| S. Koivu (Numminen) (PP) - 23:51 \| 2 – 0 \| \| \| J. Jokinen (Nummelin, Salo) (PP) - 30:11 \| 3 – 0 \| \| \| Peltonen (Nummelin) (PP) - 38:25 \| 4 – 0 \| \| \| Selänne (S. Koivu, Salo) (PP) - 52:07 \| 5 – 0 \| \| \| Selänne (Lehtinen) - 55:08 \| 6 – 0 \| \| |             |             |             |                                       |
| 4 perc | Büntetések  | 22 perc     |             |                                       |
| 51 | Lövések     | 16          |             |                                       |
| Lehtinen (Numminen) (PP) - 21:49 | 1 – 0       |             |             |                                       |
| S. Koivu (Numminen) (PP) - 23:51 | 2 – 0       |             |             |                                       |
| J. Jokinen (Nummelin, Salo) (PP) - 30:11 | 3 – 0       |             |             |                                       |
| Peltonen (Nummelin) (PP) - 38:25 | 4 – 0       |             |             |                                       |
| Selänne (S. Koivu, Salo) (PP) - 52:07 | 5 – 0       |             |             |                                       |
| Selänne (Lehtinen) - 55:08 | 6 – 0       |             |             |                                       |

| 2006. február 16. 13:05 | Csehország (CZE) | 2 – 3 (0–1, 1–1, 1–1) | Svájc | Torino Esposizioni Nézőszám: 3400 |

| Jegyzőkönyv | Jegyzőkönyv | Jegyzőkönyv                   | Jegyzőkönyv | Jegyzőkönyv                     |
| --- | ----------- | ----------------------------- | ----------- | ------------------------------- |
| |             |                               |             | Játékvezető: Dennis Larue (USA) |
| \| \| 0 – 1 \| 5:11 - Ziegler (Rüthemann) \| \| Jágr (Straka, Prospal) - 22:55 \| 1 – 1 \| \| \| \| 1 – 2 \| 29:44 - Paterlini (SH) \| \| Židlický (Hemský, Ručínský) - 41:00 \| 2 – 2 \| \| \| \| 2 – 3 \| 46:42 - Streit (Seger, Plüss) \| |             |                               |             |                                 |
| 14 perc | Büntetések  | 20 perc                       |             |                                 |
| 42 | Lövések     | 19                            |             |                                 |
| | 0 – 1       | 5:11 - Ziegler (Rüthemann)    |             |                                 |
| Jágr (Straka, Prospal) - 22:55 | 1 – 1       |                               |             |                                 |
| | 1 – 2       | 29:44 - Paterlini (SH)        |             |                                 |
| Židlický (Hemský, Ručínský) - 41:00 | 2 – 2       |                               |             |                                 |
| | 2 – 3       | 46:42 - Streit (Seger, Plüss) |             |                                 |

| 2006. február 16. 20:05 | Kanada (CAN) | 5 – 1 (3–0, 1–1, 1–0) | Németország | Palasport Olimpico Nézőszám: 8554 |

| Jegyzőkönyv | Jegyzőkönyv | Jegyzőkönyv                        | Jegyzőkönyv | Jegyzőkönyv                         |
| --- | ----------- | ---------------------------------- | ----------- | ----------------------------------- |
| |             |                                    |             | Játékvezető: Christer Lärking (SWE) |
| \| Redden (Gagné, Thornton) - 4:52 \| 1 – 0 \| \| \| Sakic (Bertuzzi, Nash) (PP) - 7:29 \| 2 – 0 \| \| \| Gagné (Regehr, Richards) - 10:49 \| 3 – 0 \| \| \| \| 3 – 1 \| 29:13 - Ehrhoff (Schubert, Ustorf) \| \| Heatley (Foote) - 35:37 \| 4 – 1 \| \| \| Doan (Smyth) - 59:26 \| 5 – 1 \| \| |             |                                    |             |                                     |
| 24 perc | Büntetések  | 18 perc                            |             |                                     |
| 40 | Lövések     | 12                                 |             |                                     |
| Redden (Gagné, Thornton) - 4:52 | 1 – 0       |                                    |             |                                     |
| Sakic (Bertuzzi, Nash) (PP) - 7:29 | 2 – 0       |                                    |             |                                     |
| Gagné (Regehr, Richards) - 10:49 | 3 – 0       |                                    |             |                                     |
| | 3 – 1       | 29:13 - Ehrhoff (Schubert, Ustorf) |             |                                     |
| Heatley (Foote) - 35:37 | 4 – 1       |                                    |             |                                     |
| Doan (Smyth) - 59:26 | 5 – 1       |                                    |             |                                     |

| 2006. február 18. 13:05 | Olaszország (ITA) | 3 – 3 (1–0, 0–1, 2–2) | Németország | Palasport Olimpico Nézőszám: 8908 |

| Jegyzőkönyv | Jegyzőkönyv | Jegyzőkönyv                              | Jegyzőkönyv | Jegyzőkönyv                     |
| --- | ----------- | ---------------------------------------- | ----------- | ------------------------------- |
| |             |                                          |             | Játékvezető: Timo Favorin (FIN) |
| \| Parco (Iob) - 2:03 \| 1 – 0 \| \| \| \| 1 – 1 \| 26:21 - Martinec (Boos) \| \| Iob (Parco, de Bettin) - 44:27 \| 2 – 1 \| \| \| \| 2 – 2 \| 47:16 - Felski (Kreutzer) \| \| Borgatello (de Bettin, Chitarroni) (SH) - 58:28 \| 3 – 2 \| \| \| \| 3 – 3 \| Goc (Kreutzer, Lewandowski) - 58:43 (PP) \| |             |                                          |             |                                 |
| 18 perc | Büntetések  | 16 perc                                  |             |                                 |
| 21 | Lövések     | 34                                       |             |                                 |
| Parco (Iob) - 2:03 | 1 – 0       |                                          |             |                                 |
| | 1 – 1       | 26:21 - Martinec (Boos)                  |             |                                 |
| Iob (Parco, de Bettin) - 44:27 | 2 – 1       |                                          |             |                                 |
| | 2 – 2       | 47:16 - Felski (Kreutzer)                |             |                                 |
| Borgatello (de Bettin, Chitarroni) (SH) - 58:28 | 3 – 2       |                                          |             |                                 |
| | 3 – 3       | Goc (Kreutzer, Lewandowski) - 58:43 (PP) |             |                                 |

| 2006. február 18. 15:35 | Kanada (CAN) | 0 – 2 (0–1, 0–1, 0–0) | Svájc | Torino Esposizioni Nézőszám: 4769 |

| Jegyzőkönyv                                                                                                  | Jegyzőkönyv | Jegyzőkönyv                              | Jegyzőkönyv | Jegyzőkönyv                           |
| --- | ----------- | ---------------------------------------- | ----------- | ------------------------------------- |
| |             |                                          |             | Játékvezető: Viacheslav Bulanov (RUS) |
| \| \| 0 – 1 \| 18:19 - di Pietro (Della Rossa) \| \| \| 0 – 2 \| 28:47 - di Pietro (Bezina, Streit) (PP2) \| |             |                                          |             |                                       |
| 34 perc | Büntetések  | 42 perc                                  |             |                                       |
| 49 | Lövések     | 18                                       |             |                                       |
| | 0 – 1       | 18:19 - di Pietro (Della Rossa)          |             |                                       |
| | 0 – 2       | 28:47 - di Pietro (Bezina, Streit) (PP2) |             |                                       |

| 2006. február 18. 21:05 | Csehország (CZE) | 2 – 4 (1–1, 1–1, 0–2) | Finnország | Palasport Olimpico Nézőszám: 8705 |

| Jegyzőkönyv | Jegyzőkönyv | Jegyzőkönyv                             | Jegyzőkönyv | Jegyzőkönyv                         |
| --- | ----------- | --------------------------------------- | ----------- | ----------------------------------- |
| |             |                                         |             | Játékvezető: Thomas Andersson (SWE) |
| \| Židlický (Lang, Hejduk) (PP) - 8:25 \| 1 – 0 \| \| \| \| 1 – 1 \| 14:14 - O. Jokinen (S. Koivu, Peltonen) \| \| \| 1 – 2 \| 35:02 - Lehtinen (Timonen) (PP) \| \| Židlický (Lang, Špaček) (PP2) - 38:17 \| 2 – 2 \| \| \| \| 2 – 3 \| 40:30 - Selänne (Lehtinen, S. Koivu) \| \| \| 2 – 4 \| 48:33 - Lehtinen (S. Koivu, Selänne) \| |             |                                         |             |                                     |
| 12 perc | Büntetések  | 39 perc                                 |             |                                     |
| 28 | Lövések     | 37                                      |             |                                     |
| Židlický (Lang, Hejduk) (PP) - 8:25 | 1 – 0       |                                         |             |                                     |
| | 1 – 1       | 14:14 - O. Jokinen (S. Koivu, Peltonen) |             |                                     |
| | 1 – 2       | 35:02 - Lehtinen (Timonen) (PP)         |             |                                     |
| Židlický (Lang, Špaček) (PP2) - 38:17 | 2 – 2       |                                         |             |                                     |
| | 2 – 3       | 40:30 - Selänne (Lehtinen, S. Koivu)    |             |                                     |
| | 2 – 4       | 48:33 - Lehtinen (S. Koivu, Selänne)    |             |                                     |

| 2006. február 19. 12:05 | Németország (GER) | 2 – 2 (0–0, 1–2, 1–0) | Svájc | Palasport Olimpico Nézőszám: 8756 |

| Jegyzőkönyv | Jegyzőkönyv | Jegyzőkönyv                     | Jegyzőkönyv | Jegyzőkönyv                            |
| --- | ----------- | ------------------------------- | ----------- | -------------------------------------- |
| |             |                                 |             | Játékvezető: Don Van Massenhoven (CAN) |
| \| Felski (Ehrhoff) - 22:20 \| 1 – 0 \| \| \| \| 1 – 1 \| 28:17 - Conne (Fischer) \| \| \| 1 – 2 \| 38:05 - di Pietro (Della Rossa) \| \| Boos (Lewandowski) - 52:09 \| 2 – 2 \| \| |             |                                 |             |                                        |
| 8 perc | Büntetések  | 8 perc                          |             |                                        |
| 28 | Lövések     | 25                              |             |                                        |
| Felski (Ehrhoff) - 22:20 | 1 – 0       |                                 |             |                                        |
| | 1 – 1       | 28:17 - Conne (Fischer)         |             |                                        |
| | 1 – 2       | 38:05 - di Pietro (Della Rossa) |             |                                        |
| Boos (Lewandowski) - 52:09 | 2 – 2       |                                 |             |                                        |

| 2006. február 19. 20:05 | Csehország (CZE) | 4 – 1 (2–0, 1–0, 1–1) | Olaszország | Palasport Olimpico Nézőszám: 8776 |

| Jegyzőkönyv | Jegyzőkönyv | Jegyzőkönyv                    | Jegyzőkönyv | Jegyzőkönyv                           |
| --- | ----------- | ------------------------------ | ----------- | ------------------------------------- |
| |             |                                |             | Játékvezető: Vyacheslav Bulanov (RUS) |
| \| Hejduk (Výborný, T. Kaberle) - 12:57 \| 1 – 0 \| \| \| Prospal (Jágr, Straka) - 14:20 \| 2 – 0 \| \| \| Prospal (Straka) (SH) - 28:36 \| 3 – 0 \| \| \| \| 3 – 1 \| 57:53 - Parco (de Bettin, Iob) \| \| Prospal (Straka, Vokoun) (EN) - 58:40 \| 4 – 1 \| \| |             |                                |             |                                       |
| 20 perc | Büntetések  | 58 perc                        |             |                                       |
| 43 | Lövések     | 16                             |             |                                       |
| Hejduk (Výborný, T. Kaberle) - 12:57 | 1 – 0       |                                |             |                                       |
| Prospal (Jágr, Straka) - 14:20 | 2 – 0       |                                |             |                                       |
| Prospal (Straka) (SH) - 28:36 | 3 – 0       |                                |             |                                       |
| | 3 – 1       | 57:53 - Parco (de Bettin, Iob) |             |                                       |
| Prospal (Straka, Vokoun) (EN) - 58:40 | 4 – 1       |                                |             |                                       |

| 2006. február 19. 21:05 | Finnország (FIN) | 2 – 0 (2–0, 0–0, 0–0) | Kanada | Torino Esposizioni Nézőszám: 4420 |

| Jegyzőkönyv                                                                                        | Jegyzőkönyv | Jegyzőkönyv | Jegyzőkönyv | Jegyzőkönyv                         |
| -------------------------------------------------------------------------------------------------- | ----------- | ----------- | ----------- | ----------------------------------- |
| |             |             |             | Játékvezető: Vladimir Sindler (CZE) |
| \| Selänne (S. Koivu) - 11:14 \| 1 – 0 \| \| \| Kapanen (Nieminen, Timonen) - 15:02 \| 2 – 0 \| \| |             |             |             |                                     |
| 6 perc                                                                                             | Büntetések  | 12 perc     |             |                                     |
| 30                                                                                                 | Lövések     | 24          |             |                                     |
| Selänne (S. Koivu) - 11:14                                                                         | 1 – 0       |             |             |                                     |
| Kapanen (Nieminen, Timonen) - 15:02                                                                | 2 – 0       |             |             |                                     |

| 2006. február 21. 12:35 | Svájc (SUI) | 3 – 3 (2–1, 0–1, 1–1) | Olaszország | Palasport Olimpico Nézőszám: 8529 |

| Jegyzőkönyv | Jegyzőkönyv | Jegyzőkönyv                              | Jegyzőkönyv | Jegyzőkönyv                     |
| --- | ----------- | ---------------------------------------- | ----------- | ------------------------------- |
| |             |                                          |             | Játékvezető: Dennis Larue (USA) |
| \| Lemm (Bezina, Blindenbacher) (PP) - 3:06 \| 1 – 0 \| \| \| Fischer (Plüss) - 6:33 \| 2 – 0 \| \| \| \| 2 – 1 \| 15:41 - Busillo (Nardella) (PP) \| \| \| 2 – 2 \| 20:53 - Trevisani (Cirone, Busillo) (PP) \| \| \| 2 – 3 \| 46:13 - Iob (de Bettin) \| \| Rüthemann - 56:38 \| 3 – 3 \| \| |             |                                          |             |                                 |
| 14 perc | Büntetések  | 10 perc                                  |             |                                 |
| 25 | Lövések     | 35                                       |             |                                 |
| Lemm (Bezina, Blindenbacher) (PP) - 3:06 | 1 – 0       |                                          |             |                                 |
| Fischer (Plüss) - 6:33 | 2 – 0       |                                          |             |                                 |
| | 2 – 1       | 15:41 - Busillo (Nardella) (PP)          |             |                                 |
| | 2 – 2       | 20:53 - Trevisani (Cirone, Busillo) (PP) |             |                                 |
| | 2 – 3       | 46:13 - Iob (de Bettin)                  |             |                                 |
| Rüthemann - 56:38 | 3 – 3       |                                          |             |                                 |

| 2006. február 21. 15:35 | Finnország (FIN) | 2 – 0 (1–0, 1–0, 0–0) | Németország | Torino Esposizioni Nézőszám: 2430 |

| Jegyzőkönyv | Jegyzőkönyv | Jegyzőkönyv | Jegyzőkönyv | Jegyzőkönyv                      |
| --- | ----------- | ----------- | ----------- | -------------------------------- |
| |             |             |             | Játékvezető: Danny Kurmann (SUI) |
| \| Kapanen (Hagman, S. Koivu) (PP) - 2:35 \| 1 – 0 \| \| \| S. Koivu (Lehtinen, Selänne) - 39:39 \| 2 – 0 \| \| |             |             |             |                                  |
| 6 perc | Büntetések  | 18 perc     |             |                                  |
| 25 | Lövések     | 18          |             |                                  |
| Kapanen (Hagman, S. Koivu) (PP) - 2:35                                                                          | 1 – 0       |             |             |                                  |
| S. Koivu (Lehtinen, Selänne) - 39:39                                                                            | 2 – 0       |             |             |                                  |

| 2006. február 21. 12:35 | Kanada (CAN) | 3 – 2 (3–0, 0–1, 0–1) | Csehország | Palasport Olimpico Nézőszám: 9126 |

| Jegyzőkönyv | Jegyzőkönyv | Jegyzőkönyv                          | Jegyzőkönyv | Jegyzőkönyv                      |
| --- | ----------- | ------------------------------------ | ----------- | -------------------------------- |
| |             |                                      |             | Játékvezető: Dan Marouelli (CAN) |
| \| Richards (Iginla, Pronger) - 7:37 \| 1 – 0 \| \| \| St. Louis (Lecavalier, Blake) (PP) - 11:19 \| 2 – 0 \| \| \| Pronger (Thornton) - 19:24 \| 3 – 0 \| \| \| \| 3 – 1 \| 33:46 - Kubina (Jágr, Ručínský) (PP) \| \| \| 3 – 2 \| 42:41 - Čajánek (T. Kaberle, Hemský) \| |             |                                      |             |                                  |
| 8 perc | Büntetések  | 4 perc                               |             |                                  |
| 16 | Lövések     | 33                                   |             |                                  |
| Richards (Iginla, Pronger) - 7:37 | 1 – 0       |                                      |             |                                  |
| St. Louis (Lecavalier, Blake) (PP) - 11:19 | 2 – 0       |                                      |             |                                  |
| Pronger (Thornton) - 19:24 | 3 – 0       |                                      |             |                                  |
| | 3 – 1       | 33:46 - Kubina (Jágr, Ručínský) (PP) |             |                                  |
| | 3 – 2       | 42:41 - Čajánek (T. Kaberle, Hemský) |             |                                  |

### B csoport
| Nemzet           | M | Gy | D | V | G+ | G– | Gk  | P  |
| ---------------- | - | -- | - | - | -- | -- | --- | -- |
| Szlovákia        | 5 | 5  | 0 | 0 | 18 | 8  | +10 | 10 |
| Oroszország      | 5 | 4  | 0 | 1 | 23 | 11 | +12 | 8  |
| Svédország       | 5 | 3  | 0 | 2 | 15 | 12 | +3  | 6  |
| Egyesült Államok | 5 | 1  | 1 | 3 | 13 | 13 | 0   | 3  |
| Kazahsztán       | 5 | 1  | 0 | 4 | 9  | 16 | –7  | 2  |
| Lettország       | 5 | 0  | 1 | 4 | 11 | 29 | –18 | 1  |

| 2006. február 15. 11:35 | Kazahsztán (KAZ) | 2 – 7 (0–3, 1–4, 1–0) | Svédország | Torino Esposizioni Nézőszám: 2200 |

| Jegyzőkönyv | Jegyzőkönyv | Jegyzőkönyv                               | Jegyzőkönyv | Jegyzőkönyv                         |
| --- | ----------- | ----------------------------------------- | ----------- | ----------------------------------- |
| |             |                                           |             | Játékvezető: Vladimir Sindler (CZE) |
| \| \| 0 – 1 \| 7:45 - Tjärnqvist (J. Jönsson, Holmström) \| \| \| 0 – 2 \| 10:46 - Alfredsson (PP) \| \| \| 0 – 3 \| 16:06 - H. Sedin (Samuelsson, D. Sedin) \| \| J. Koreskov - 20:17 (SH) \| 1 – 3 \| \| \| \| 1 – 4 \| 28:47 - Axelsson (Påhlsson, Öhlund) \| \| \| 1 – 5 \| 31:08 - M. Sundin (Bäckman, Modin) (PP) \| \| \| 1 – 6 \| 35:31 - D. Sedin (Öhlund, H. Sedin) \| \| \| 1 – 7 \| 36:21 - Tjärnqvist (Axelsson, Påhlsson) \| \| Antyipin (Upper) - 48:33 \| 2 – 7 \| \| |             |                                           |             |                                     |
| 18 perc | Büntetések  | 6 perc                                    |             |                                     |
| 14 | Lövések     | 34                                        |             |                                     |
| | 0 – 1       | 7:45 - Tjärnqvist (J. Jönsson, Holmström) |             |                                     |
| | 0 – 2       | 10:46 - Alfredsson (PP)                   |             |                                     |
| | 0 – 3       | 16:06 - H. Sedin (Samuelsson, D. Sedin)   |             |                                     |
| J. Koreskov - 20:17 (SH) | 1 – 3       |                                           |             |                                     |
| | 1 – 4       | 28:47 - Axelsson (Påhlsson, Öhlund)       |             |                                     |
| | 1 – 5       | 31:08 - M. Sundin (Bäckman, Modin) (PP)   |             |                                     |
| | 1 – 6       | 35:31 - D. Sedin (Öhlund, H. Sedin)       |             |                                     |
| | 1 – 7       | 36:21 - Tjärnqvist (Axelsson, Påhlsson)   |             |                                     |
| Antyipin (Upper) - 48:33 | 2 – 7       |                                           |             |                                     |

| 2006. február 15. 20:05 | Oroszország (RUS) | 3 – 5 (2–1, 1–2, 0–2) | Szlovákia | Torino Esposizioni Nézőszám: 3800 |

| Jegyzőkönyv | Jegyzőkönyv | Jegyzőkönyv                           | Jegyzőkönyv | Jegyzőkönyv                      |
| --- | ----------- | ------------------------------------- | ----------- | -------------------------------- |
| |             |                                       |             | Játékvezető: Paul Devorski (CAN) |
| \| \| 0 – 1 \| 9:07 - Demitra (Mari. Hossa, Suchý) \| \| Dacjuk (D. Markov) - 10:00 \| 1 – 1 \| \| \| Kovaljov (Dacjuk, Kovalcsuk) - 12:38 \| 2 – 1 \| \| \| \| 2 – 2 \| 25:51 - Višňovský (Demitra) (PP) \| \| Ovecskin (Goncsar, Tyutyin) (PP) - 30:03 \| 3 – 2 \| \| \| \| 3 – 3 \| 33:05 - Bondra (Meszároš, Chára) (PP) \| \| \| 3 – 4 \| 56:32 - Gáborík \| \| \| 3 – 5 \| 59:31 - Gáborík \| |             |                                       |             |                                  |
| 16 perc | Büntetések  | 10 perc                               |             |                                  |
| 23 | Lövések     | 36                                    |             |                                  |
| | 0 – 1       | 9:07 - Demitra (Mari. Hossa, Suchý)   |             |                                  |
| Dacjuk (D. Markov) - 10:00 | 1 – 1       |                                       |             |                                  |
| Kovaljov (Dacjuk, Kovalcsuk) - 12:38 | 2 – 1       |                                       |             |                                  |
| | 2 – 2       | 25:51 - Višňovský (Demitra) (PP)      |             |                                  |
| Ovecskin (Goncsar, Tyutyin) (PP) - 30:03 | 3 – 2       |                                       |             |                                  |
| | 3 – 3       | 33:05 - Bondra (Meszároš, Chára) (PP) |             |                                  |
| | 3 – 4       | 56:32 - Gáborík                       |             |                                  |
| | 3 – 5       | 59:31 - Gáborík                       |             |                                  |

| 2006. február 15. 21:05 | Lettország (LAT) | 3 – 3 (1–2, 2–0, 0–1) | Egyesült Államok | Palasport Olimpico Nézőszám: 7851 |

| Jegyzőkönyv | Jegyzőkönyv | Jegyzőkönyv                       | Jegyzőkönyv | Jegyzőkönyv                     |
| --- | ----------- | --------------------------------- | ----------- | ------------------------------- |
| |             |                                   |             | Játékvezető: Timo Favorin (FIN) |
| \| \| 0 – 1 \| 9:44 - Gionta (Liles, Gomez) (PP) \| \| \| 0 – 2 \| 10:38 - Conroy \| \| Ņiživijs (Ozoliņš) - 13:15 \| 1 – 2 \| \| \| Tribuncovs (Ozoliņš, Ņiživijs) (PP) - 35:04 \| 2 – 2 \| \| \| Vasiļjevs (Laviņš) - 35:44 \| 3 – 2 \| \| \| \| 3 – 3 \| 42:01 - Leopold (Hedican, Conroy) \| |             |                                   |             |                                 |
| 16 perc | Büntetések  | 16 perc                           |             |                                 |
| 25 | Lövések     | 42                                |             |                                 |
| | 0 – 1       | 9:44 - Gionta (Liles, Gomez) (PP) |             |                                 |
| | 0 – 2       | 10:38 - Conroy                    |             |                                 |
| Ņiživijs (Ozoliņš) - 13:15 | 1 – 2       |                                   |             |                                 |
| Tribuncovs (Ozoliņš, Ņiživijs) (PP) - 35:04 | 2 – 2       |                                   |             |                                 |
| Vasiļjevs (Laviņš) - 35:44 | 3 – 2       |                                   |             |                                 |
| | 3 – 3       | 42:01 - Leopold (Hedican, Conroy) |             |                                 |

| 2006. február 16. 16:05 | Svédország (SWE) | 0 – 5 (0–0, 0–3, 0–2) | Oroszország | Palasport Olimpico Nézőszám: 8545 |

| Jegyzőkönyv | Jegyzőkönyv | Jegyzőkönyv                          | Jegyzőkönyv | Jegyzőkönyv                            |
| --- | ----------- | ------------------------------------ | ----------- | -------------------------------------- |
| |             |                                      |             | Játékvezető: Don Van Massenhoven (CAN) |
| \| \| 0 – 1 \| 27:13 - Kovaljov (A. Markov) (PP) \| \| \| 0 – 2 \| 28:05 - Ovecskin (Jasin) \| \| \| 0 – 3 \| 38:58 - Szusinszkij (Malkin, Zsukov) \| \| \| 0 – 4 \| 50:31 - Kozlov (Frolov, Koroljuk) \| \| \| 0 – 5 \| 54:04 - Afinogenov (Dacjuk) \| |             |                                      |             |                                        |
| 20 perc | Büntetések  | 16 perc                              |             |                                        |
| 24 | Lövések     | 32                                   |             |                                        |
| | 0 – 1       | 27:13 - Kovaljov (A. Markov) (PP)    |             |                                        |
| | 0 – 2       | 28:05 - Ovecskin (Jasin)             |             |                                        |
| | 0 – 3       | 38:58 - Szusinszkij (Malkin, Zsukov) |             |                                        |
| | 0 – 4       | 50:31 - Kozlov (Frolov, Koroljuk)    |             |                                        |
| | 0 – 5       | 54:04 - Afinogenov (Dacjuk)          |             |                                        |

| 2006. február 16. 17:05 | Szlovákia (SVK) | 6 – 3 (4–1, 1–2, 0–1) | Lettország | Torino Esposizioni Nézőszám: 2960 |

| Jegyzőkönyv | Jegyzőkönyv | Jegyzőkönyv                                                                                                   | Jegyzőkönyv | Jegyzőkönyv                      |
| --- | ----------- | --- | ----------- | -------------------------------- |
| |             | |             | Játékvezető: Danny Kurmann (SUI) |
| \| Zedník (Višňovský) - 5:23 / Petrovický (Surový, Meszároš) - 5:43 / Demitra (Mari. Hossa) (SH) - 7:54 / Mari. Hossa - 13:17 / Chára (Mari. Hossa) - 33:49 / Mari. Hossa - 49:04 (Gáborík) \| Gólok \| 6:27 - Ozoliņš (Cipulis, Panteļejevs) / 20:54 - Cipulis (Cipruss, Panteļejevs) / 26:51 - Ņiživijs (Skrastiņš) \| |             | |             |                                  |
| 12 perc | Büntetések  | 8 perc |             |                                  |
| 25 | Lövések     | 28 |             |                                  |
| Zedník (Višňovský) - 5:23 / Petrovický (Surový, Meszároš) - 5:43 / Demitra (Mari. Hossa) (SH) - 7:54 / Mari. Hossa - 13:17 / Chára (Mari. Hossa) - 33:49 / Mari. Hossa - 49:04 (Gáborík) | Gólok       | 6:27 - Ozoliņš (Cipulis, Panteļejevs) / 20:54 - Cipulis (Cipruss, Panteļejevs) / 26:51 - Ņiživijs (Skrastiņš) |             |                                  |

| 2006. február 16. 21:05 | Egyesült Államok (USA) | 4 – 1 (3–0, 0–0, 1–1) | Kazahsztán | Torino Esposizioni Nézőszám: 3400 |

| Jegyzőkönyv | Jegyzőkönyv | Jegyzőkönyv                        | Jegyzőkönyv | Jegyzőkönyv                         |
| --- | ----------- | ---------------------------------- | ----------- | ----------------------------------- |
| |             |                                    |             | Játékvezető: Thomas Andersson (SWE) |
| \| Guerin (Drury) - 1:34 \| 1 – 0 \| \| \| Rolston (Weight) (PP) - 8:31 \| 2 – 0 \| \| \| Gionta (Liles, Gomez) (PP) - 16:50 \| 3 – 0 \| \| \| \| 3 – 1 \| 51:02 - J. Koreskov (Vaszilcsenko) \| \| Modano (Cole) - 51:53 \| 4 – 1 \| \| |             |                                    |             |                                     |
| 10 perc | Büntetések  | 20 perc                            |             |                                     |
| 36 | Lövések     | 12                                 |             |                                     |
| Guerin (Drury) - 1:34 | 1 – 0       |                                    |             |                                     |
| Rolston (Weight) (PP) - 8:31 | 2 – 0       |                                    |             |                                     |
| Gionta (Liles, Gomez) (PP) - 16:50 | 3 – 0       |                                    |             |                                     |
| | 3 – 1       | 51:02 - J. Koreskov (Vaszilcsenko) |             |                                     |
| Modano (Cole) - 51:53 | 4 – 1       |                                    |             |                                     |

| 2006. február 18. 11:35 | Kazahsztán (KAZ) | 0 – 1 (0–0, 0–1, 0–0) | Oroszország | Torino Esposizioni Nézőszám: 3660 |

| Jegyzőkönyv                                               | Jegyzőkönyv | Jegyzőkönyv                             | Jegyzőkönyv | Jegyzőkönyv                         |
| --------------------------------------------------------- | ----------- | --------------------------------------- | ----------- | ----------------------------------- |
|                                                           |             |                                         |             | Játékvezető: Christer Lärking (SWE) |
| \| \| 0 – 1 \| 31:38 - Haritonov (Szusinszkij, Malkin) \| |             |                                         |             |                                     |
| 26 perc                                                   | Büntetések  | 12 perc                                 |             |                                     |
| 24                                                        | Lövések     | 50                                      |             |                                     |
|                                                           | 0 – 1       | 31:38 - Haritonov (Szusinszkij, Malkin) |             |                                     |

| 2006. február 18. 17:05 | Svédország (SWE) | 6 – 1 (1–0, 4–0, 1–1) | Lettország | Palasport Olimpico Nézőszám: 8795 |

| Jegyzőkönyv | Jegyzőkönyv | Jegyzőkönyv                         | Jegyzőkönyv | Jegyzőkönyv                      |
| --- | ----------- | ----------------------------------- | ----------- | -------------------------------- |
| |             |                                     |             | Játékvezető: Paul Devorski (CAN) |
| \| Påhlsson (Forsberg) - 14:20 \| 1 – 0 \| \| \| Lidström (Zetterberg) (PP) - 22:22 \| 2 – 0 \| \| \| Alfredsson (K. Jönsson) (PP) - 24:59 \| 3 – 0 \| \| \| Axelsson (Forsberg) (PP) - 25:17 \| 4 – 0 \| \| \| Zetterberg (Holmström) - 27:58 \| 5 – 0 \| \| \| Alfredsson (M. Sundin, Lidström) - 44:48 \| 6 – 0 \| \| \| \| 6 – 1 \| 49:10 - Ziediņš (Ņiživijs, Ozoliņš) \| |             |                                     |             |                                  |
| 6 perc | Büntetések  | 14 perc                             |             |                                  |
| 40 | Lövések     | 14                                  |             |                                  |
| Påhlsson (Forsberg) - 14:20 | 1 – 0       |                                     |             |                                  |
| Lidström (Zetterberg) (PP) - 22:22 | 2 – 0       |                                     |             |                                  |
| Alfredsson (K. Jönsson) (PP) - 24:59 | 3 – 0       |                                     |             |                                  |
| Axelsson (Forsberg) (PP) - 25:17 | 4 – 0       |                                     |             |                                  |
| Zetterberg (Holmström) - 27:58 | 5 – 0       |                                     |             |                                  |
| Alfredsson (M. Sundin, Lidström) - 44:48 | 6 – 0       |                                     |             |                                  |
| | 6 – 1       | 49:10 - Ziediņš (Ņiživijs, Ozoliņš) |             |                                  |

| 2006. február 18. 20:05 | Szlovákia (SVK) | 2 – 1 (0–0, 1–1, 1–0) | Egyesült Államok | Torino Esposizioni Nézőszám: 4697 |

| Jegyzőkönyv | Jegyzőkönyv | Jegyzőkönyv                            | Jegyzőkönyv | Jegyzőkönyv                      |
| --- | ----------- | -------------------------------------- | ----------- | -------------------------------- |
| |             |                                        |             | Játékvezető: Dan Marouelli (CAN) |
| \| Mari. Hossa (Demitra, Gáborík) (PP) - 34:20 \| 1 – 0 \| \| \| \| 1 – 1 \| 38:24 - Rolston (Rafalski, Gomez) (PP) \| \| Bondra (Šatan, Kapuš) - 41:48 \| 2 – 1 \| \| |             |                                        |             |                                  |
| 8 perc | Büntetések  | 16 perc                                |             |                                  |
| 21 | Lövések     | 30                                     |             |                                  |
| Mari. Hossa (Demitra, Gáborík) (PP) - 34:20 | 1 – 0       |                                        |             |                                  |
| | 1 – 1       | 38:24 - Rolston (Rafalski, Gomez) (PP) |             |                                  |
| Bondra (Šatan, Kapuš) - 41:48 | 2 – 1       |                                        |             |                                  |

| 2006. február 19. 13:05 | Oroszország (RUS) | 9 – 2 (3–1, 3–0, 3–1) | Lettország | Torino Esposizioni Nézőszám: 4310 |

| Jegyzőkönyv | Jegyzőkönyv | Jegyzőkönyv                  | Jegyzőkönyv | Jegyzőkönyv                     |
| --- | ----------- | ---------------------------- | ----------- | ------------------------------- |
| |             |                              |             | Játékvezető: Dennis Larue (USA) |
| \| Kovalcsuk (Kovaljov, D. Markov) - 7:26 \| 1 – 0 \| \| \| Szusinszkij (Haritonov, Goncsar) (PP2) - 9:15 \| 2 – 0 \| \| \| \| 2 – 1 \| 9:55 - Cipruss (SH) \| \| Kovalcsuk (Dacjuk) - 12:36 \| 3 – 1 \| \| \| Kovalcsuk (Kovaljov, Dacjuk) - 23:32 \| 4 – 1 \| \| \| Kozlov (Jasin) - 25:45 \| 5 – 1 \| \| \| Kovalcsuk (Dacjuk) - 35:16 \| 6 – 1 \| \| \| Jasin (Kozlov, Zsukov) - 41:58 \| 7 – 1 \| \| \| Malkin (Szusinszkij, Visnyevszkij) - 47:32 \| 8 – 1 \| \| \| Ovecskin (Kozlov, Jasin) - 56:27 \| 9 – 1 \| \| \| \| 9 – 2 \| 58:04 - M. Rēdlihs (Bērziņš) \| |             |                              |             |                                 |
| 16 perc | Büntetések  | 18 perc                      |             |                                 |
| 39 | Lövések     | 11                           |             |                                 |
| Kovalcsuk (Kovaljov, D. Markov) - 7:26 | 1 – 0       |                              |             |                                 |
| Szusinszkij (Haritonov, Goncsar) (PP2) - 9:15 | 2 – 0       |                              |             |                                 |
| | 2 – 1       | 9:55 - Cipruss (SH)          |             |                                 |
| Kovalcsuk (Dacjuk) - 12:36 | 3 – 1       |                              |             |                                 |
| Kovalcsuk (Kovaljov, Dacjuk) - 23:32 | 4 – 1       |                              |             |                                 |
| Kozlov (Jasin) - 25:45 | 5 – 1       |                              |             |                                 |
| Kovalcsuk (Dacjuk) - 35:16 | 6 – 1       |                              |             |                                 |
| Jasin (Kozlov, Zsukov) - 41:58 | 7 – 1       |                              |             |                                 |
| Malkin (Szusinszkij, Visnyevszkij) - 47:32 | 8 – 1       |                              |             |                                 |
| Ovecskin (Kozlov, Jasin) - 56:27 | 9 – 1       |                              |             |                                 |
| | 9 – 2       | 58:04 - M. Rēdlihs (Bērziņš) |             |                                 |

| 2006. február 19. 16:05 | Szlovákia (SVK) | 2 – 1 (0–1, 1–0, 1–0) | Kazahsztán | Palasport Olimpico Nézőszám: 9160 |

| Jegyzőkönyv | Jegyzőkönyv | Jegyzőkönyv                                       | Jegyzőkönyv | Jegyzőkönyv                      |
| --- | ----------- | ------------------------------------------------- | ----------- | -------------------------------- |
| |             |                                                   |             | Játékvezető: Danny Kurmann (SUI) |
| \| \| 0 – 1 \| 16:16 - J. Koreskov (A. Koreskov, Szavenkov) (PP) \| \| Bondra (Kapuš, Jurčina) (PP) - 39:50 \| 1 – 1 \| \| \| Mari. Hossa (Demitra, Gáborík) - 48:09 \| 2 – 1 \| \| |             |                                                   |             |                                  |
| 12 perc | Büntetések  | 20 perc                                           |             |                                  |
| 27 | Lövések     | 19                                                |             |                                  |
| | 0 – 1       | 16:16 - J. Koreskov (A. Koreskov, Szavenkov) (PP) |             |                                  |
| Bondra (Kapuš, Jurčina) (PP) - 39:50 | 1 – 1       |                                                   |             |                                  |
| Mari. Hossa (Demitra, Gáborík) - 48:09 | 2 – 1       |                                                   |             |                                  |

| 2006. február 19. 17:05 | Egyesült Államok (USA) | 1 – 2 (1–1, 0–0, 0–1) | Svédország | Torino Esposizioni Nézőszám: 4450 |

| Jegyzőkönyv | Jegyzőkönyv | Jegyzőkönyv                                     | Jegyzőkönyv | Jegyzőkönyv                      |
| --- | ----------- | ----------------------------------------------- | ----------- | -------------------------------- |
| |             |                                                 |             | Játékvezető: Dan Marouelli (CAN) |
| \| \| 0 – 1 \| 7:05 - Alfredsson (K. Jönsson, M. Sundin) \| \| Modano (Conroy, Chelios) - 17:31 \| 1 – 1 \| \| \| \| 1 – 2 \| 44:22 - Samuelsson (Alfredsson, M. Sundin) (PP) \| |             |                                                 |             |                                  |
| 14 perc | Büntetések  | 12 perc                                         |             |                                  |
| 25 | Lövések     | 26                                              |             |                                  |
| | 0 – 1       | 7:05 - Alfredsson (K. Jönsson, M. Sundin)       |             |                                  |
| Modano (Conroy, Chelios) - 17:31 | 1 – 1       |                                                 |             |                                  |
| | 1 – 2       | 44:22 - Samuelsson (Alfredsson, M. Sundin) (PP) |             |                                  |

| 2006. február 21. 11:35 | Lettország (LAT) | 2 – 5 (1–1, 0–1, 1–3) | Kazahsztán | Torino Esposizioni Nézőszám: 2300 |

| Jegyzőkönyv | Jegyzőkönyv | Jegyzőkönyv                                            | Jegyzőkönyv | Jegyzőkönyv                         |
| --- | ----------- | ------------------------------------------------------ | ----------- | ----------------------------------- |
| |             |                                                        |             | Játékvezető: Christer Lärking (SWE) |
| \| \| 0 – 1 \| 7:20 - A. Koreskov (J. Koreskov) \| \| Tambijevs (Ņiživijs) (PP) - 15:13 \| 1 – 1 \| \| \| \| 1 – 2 \| 35:04 - Antropov (J. Koreskov) \| \| Cipruss (Panteļejevs, Tribuncovs) - 45:04 \| 2 – 2 \| \| \| \| 2 – 3 \| 52:33 - Alekszandrov (Fjodor Poliscsuk, Troscsinszkij) \| \| \| 2 – 4 \| 54:53 - J. Koreskov (PS) \| \| \| 2 – 5 \| 58:08 - J. Koreskov (A. Koreskov) \| |             |                                                        |             |                                     |
| 14 perc | Büntetések  | 6 perc                                                 |             |                                     |
| 32 | Lövések     | 30                                                     |             |                                     |
| | 0 – 1       | 7:20 - A. Koreskov (J. Koreskov)                       |             |                                     |
| Tambijevs (Ņiživijs) (PP) - 15:13 | 1 – 1       |                                                        |             |                                     |
| | 1 – 2       | 35:04 - Antropov (J. Koreskov)                         |             |                                     |
| Cipruss (Panteļejevs, Tribuncovs) - 45:04 | 2 – 2       |                                                        |             |                                     |
| | 2 – 3       | 52:33 - Alekszandrov (Fjodor Poliscsuk, Troscsinszkij) |             |                                     |
| | 2 – 4       | 54:53 - J. Koreskov (PS)                               |             |                                     |
| | 2 – 5       | 58:08 - J. Koreskov (A. Koreskov)                      |             |                                     |

| 2006. február 21. 20:05 | Svédország (SWE) | 0 – 3 (0–1, 0–0, 0–2) | Szlovákia | Torino Esposizioni Nézőszám: 4250 |

| Jegyzőkönyv | Jegyzőkönyv | Jegyzőkönyv                            | Jegyzőkönyv | Jegyzőkönyv                     |
| --- | ----------- | -------------------------------------- | ----------- | ------------------------------- |
| |             |                                        |             | Játékvezető: Timo Favorin (FIN) |
| \| \| 0 – 1 \| 15:51 - Bondra (Šatan) \| \| \| 0 – 2 \| 46:16 - Mari. Hossa (Demitra, Gáborík) \| \| \| 0 – 3 \| 58:58 - Suchý (Demitra, Mari. Hossa) \| |             |                                        |             |                                 |
| 14 perc | Büntetések  | 10 perc                                |             |                                 |
| 17 | Lövések     | 31                                     |             |                                 |
| | 0 – 1       | 15:51 - Bondra (Šatan)                 |             |                                 |
| | 0 – 2       | 46:16 - Mari. Hossa (Demitra, Gáborík) |             |                                 |
| | 0 – 3       | 58:58 - Suchý (Demitra, Mari. Hossa)   |             |                                 |

| 2006. február 21. 20:35 | Egyesült Államok (USA) | 4 – 5 (1–2, 1–1, 2–2) | Oroszország | Palasport Olimpico Nézőszám: 9378 |

| Jegyzőkönyv | Jegyzőkönyv | Jegyzőkönyv                                | Jegyzőkönyv | Jegyzőkönyv                      |
| --- | ----------- | ------------------------------------------ | ----------- | -------------------------------- |
| |             |                                            |             | Játékvezető: Paul Devorski (CAN) |
| \| \| 0 – 1 \| 9:27 - Koroljuk \| \| \| 0 – 2 \| 10:41 - Malkin (Kaszparajtyisz) \| \| Rolston (Conroy) (PP) - 18:38 \| 1 – 2 \| \| \| \| 1 – 3 \| 35:00 - A. Markov (Dacjuk, Szusinszkij) \| \| Gionta (Gomez, Weight) (PP) - 39:01 \| 2 – 3 \| \| \| Gomez (Schneider, Rolston) (PP) - 45:00 \| 3 – 3 \| \| \| \| 3 – 4 \| 49:55 - Ovecskin, (Malkin, Kaszparajtyisz) \| \| Cole (Knuble, Drury) - 50:38 \| 4 – 4 \| \| \| \| 4 – 5 \| 51:52 - Kovaljov (Dacjuk, Malkin) \| |             |                                            |             |                                  |
| 8 perc | Büntetések  | 14 perc                                    |             |                                  |
| 34 | Lövések     | 21                                         |             |                                  |
| | 0 – 1       | 9:27 - Koroljuk                            |             |                                  |
| | 0 – 2       | 10:41 - Malkin (Kaszparajtyisz)            |             |                                  |
| Rolston (Conroy) (PP) - 18:38 | 1 – 2       |                                            |             |                                  |
| | 1 – 3       | 35:00 - A. Markov (Dacjuk, Szusinszkij)    |             |                                  |
| Gionta (Gomez, Weight) (PP) - 39:01 | 2 – 3       |                                            |             |                                  |
| Gomez (Schneider, Rolston) (PP) - 45:00 | 3 – 3       |                                            |             |                                  |
| | 3 – 4       | 49:55 - Ovecskin, (Malkin, Kaszparajtyisz) |             |                                  |
| Cole (Knuble, Drury) - 50:38 | 4 – 4       |                                            |             |                                  |
| | 4 – 5       | 51:52 - Kovaljov (Dacjuk, Malkin)          |             |                                  |

## Egyenes kieséses szakasz

### Negyeddöntők
| 2006. február 22. 16:35 | Svájc (SUI) | 2 – 6 (1–2, 0–3, 1–1) | Svédország | Torino Esposizioni Nézőszám: 2970 |

| Jegyzőkönyv | Jegyzőkönyv | Jegyzőkönyv                                   | Jegyzőkönyv | Jegyzőkönyv                      |
| --- | ----------- | --------------------------------------------- | ----------- | -------------------------------- |
| |             |                                               |             | Játékvezető: Dan Marouelli (CAN) |
| \| \| 0 - 1 \| 3:06 - H. Sedin (D. Sedin, Lidström) \| \| Streit (Della Rossa, Plüss) - 8:37 \| 1 - 1 \| \| \| \| 1 - 2 \| 13:49 - Modin (Forsberg, Alfredsson) \| \| \| 1 - 3 \| 22:17 - Zetterberg (Holmström, K. Jönsson) \| \| \| 1 - 4 \| 29:07 - M. Sundin (Lidström, Alfredsson) (PP) \| \| \| 1 - 5 \| M. Sundin (Forsberg, Tjärnqvist) \| \| Lemm (Rüthemann) - 40:49 \| 2 - 5 \| \| \| \| 2 - 6 \| 48:36 - Påhlsson (Alfredsson, Axelsson) \| |             |                                               |             |                                  |
| 8 perc | Büntetések  | 2 perc                                        |             |                                  |
| 29 | Lövések     | 27                                            |             |                                  |
| | 0 - 1       | 3:06 - H. Sedin (D. Sedin, Lidström)          |             |                                  |
| Streit (Della Rossa, Plüss) - 8:37 | 1 - 1       |                                               |             |                                  |
| | 1 - 2       | 13:49 - Modin (Forsberg, Alfredsson)          |             |                                  |
| | 1 - 3       | 22:17 - Zetterberg (Holmström, K. Jönsson)    |             |                                  |
| | 1 - 4       | 29:07 - M. Sundin (Lidström, Alfredsson) (PP) |             |                                  |
| | 1 - 5       | M. Sundin (Forsberg, Tjärnqvist)              |             |                                  |
| Lemm (Rüthemann) - 40:49 | 2 - 5       |                                               |             |                                  |
| | 2 - 6       | 48:36 - Påhlsson (Alfredsson, Axelsson)       |             |                                  |

| 2006. február 22. 17:35 | Finnország (FIN) | 4 – 3 (2–1, 2–1, 0–1) | Egyesült Államok | Palasport Olimpico Nézőszám: 6691 |

| Jegyzőkönyv | Jegyzőkönyv | Jegyzőkönyv                               | Jegyzőkönyv | Jegyzőkönyv                      |
| --- | ----------- | ----------------------------------------- | ----------- | -------------------------------- |
| |             |                                           |             | Játékvezető: Paul Devorski (CAN) |
| \| Peltonen (J. Jokinen, Salo) - 9:33 \| 1 - 0 \| \| \| Salo (SH) - 12:01 \| 2 - 0 \| \| \| \| 2 - 1 \| 13:14 - Knuble (Schnieder, Weight) \| \| \| 2 - 2 \| 21:29 - Schneider (Rafalski, Conroy) (PP) \| \| O. Jokinen (Peltonen) (PP) - 25:06 \| 3 - 2 \| \| \| O. Jokinen (PP) - 37:10 \| 4 - 2 \| \| \| \| 4 - 3 \| 55:33 - Gionta (Drury, Cole) \| |             |                                           |             |                                  |
| 16 perc | Büntetések  | 30 perc                                   |             |                                  |
| 25 | Lövések     | 28                                        |             |                                  |
| Peltonen (J. Jokinen, Salo) - 9:33 | 1 - 0       |                                           |             |                                  |
| Salo (SH) - 12:01 | 2 - 0       |                                           |             |                                  |
| | 2 - 1       | 13:14 - Knuble (Schnieder, Weight)        |             |                                  |
| | 2 - 2       | 21:29 - Schneider (Rafalski, Conroy) (PP) |             |                                  |
| O. Jokinen (Peltonen) (PP) - 25:06 | 3 - 2       |                                           |             |                                  |
| O. Jokinen (PP) - 37:10 | 4 - 2       |                                           |             |                                  |
| | 4 - 3       | 55:33 - Gionta (Drury, Cole)              |             |                                  |

| 2006. február 22. 20:35 | Oroszország (RUS) | 2 – 0 (0–0, 0–0, 2–0) | Kanada | Torino Esposizioni Nézőszám: 4130 |

| Jegyzőkönyv                                                                                     | Jegyzőkönyv | Jegyzőkönyv | Jegyzőkönyv | Jegyzőkönyv                     |
| ----------------------------------------------------------------------------------------------- | ----------- | ----------- | ----------- | ------------------------------- |
|                                                                                                 |             |             |             | Játékvezető: Dennis Larue (USA) |
| \| Ovecskin (Kozlov) (PP) - 41:30 \| 1 - 0 \| \| \| Kovaljov (A. Markov) - 59:37 \| 2 - 0 \| \| |             |             |             |                                 |
| 18 perc                                                                                         | Büntetések  | 41 perc     |             |                                 |
| 33                                                                                              | Lövések     | 27          |             |                                 |
| Ovecskin (Kozlov) (PP) - 41:30                                                                  | 1 - 0       |             |             |                                 |
| Kovaljov (A. Markov) - 59:37                                                                    | 2 - 0       |             |             |                                 |

| 2006. február 22. 21:35 | Szlovákia (SVK) | 1 – 3 (0–1, 0–1, 1–1) | Csehország | Palasport Olimpico Nézőszám: 6893 |

| Jegyzőkönyv | Jegyzőkönyv | Jegyzőkönyv                           | Jegyzőkönyv | Jegyzőkönyv                            |
| --- | ----------- | ------------------------------------- | ----------- | -------------------------------------- |
| |             |                                       |             | Játékvezető: Don Van Massenhoven (CAN) |
| \| \| 0 - 1 \| 12:51 - Ručínský (SH) \| \| \| 0 - 2 \| 28:41 - Hejduk (F. Kaberle, Ručínský) \| \| Gáborík (Mari. Hossa) - 43:38 \| 1 - 2 \| \| \| \| 1 - 3 \| 59:57 - Straka (EN) \| |             |                                       |             |                                        |
| 8 perc | Büntetések  | 14 perc                               |             |                                        |
| 21 | Lövések     | 28                                    |             |                                        |
| | 0 - 1       | 12:51 - Ručínský (SH)                 |             |                                        |
| | 0 - 2       | 28:41 - Hejduk (F. Kaberle, Ručínský) |             |                                        |
| Gáborík (Mari. Hossa) - 43:38 | 1 - 2       |                                       |             |                                        |
| | 1 - 3       | 59:57 - Straka (EN)                   |             |                                        |

### Elődöntők
| 2006. február 24. 16:35 | Svédország (SWE) | 7 – 3 (2–1, 4–2, 1–0) | Csehország | Palasport Olimpico Nézőszám: 8071 |

| Jegyzőkönyv | Jegyzőkönyv | Jegyzőkönyv                          | Jegyzőkönyv | Jegyzőkönyv                      |
| --- | ----------- | ------------------------------------ | ----------- | -------------------------------- |
| |             |                                      |             | Játékvezető: Dan Marouelli (CAN) |
| \| Modin (Sundin, Forsberg) - 0:34 \| 1 - 0 \| \| \| \| 1 - 1 \| 3:11 - Kuba (Straka, Prospal) \| \| Axelsson (Lidström, Kronvall) - 13:37 \| 2 - 1 \| \| \| H. Sedin (D. Sedin) - 21:16 \| 3 - 1 \| \| \| Bäckman (Alfredsson) - 23:54 \| 4 - 1 \| \| \| J. Jönsson (K. Jönsson, Samuelsson) - 27:54 \| 5 - 1 \| \| \| \| 5 - 2 \| 30:40 - Hemský (Jágr, Židlický) (PP) \| \| \| 5 - 3 \| 31:25 - Prospal (Výborný) \| \| Alfredsson (Axelsson) - 39:00 \| 6 - 3 \| \| \| Holmström (Zetterberg) - 56:05 \| 7 - 3 \| \| |             |                                      |             |                                  |
| 8 perc | Büntetések  | 6 perc                               |             |                                  |
| 32 | Lövések     | 24                                   |             |                                  |
| Modin (Sundin, Forsberg) - 0:34 | 1 - 0       |                                      |             |                                  |
| | 1 - 1       | 3:11 - Kuba (Straka, Prospal)        |             |                                  |
| Axelsson (Lidström, Kronvall) - 13:37 | 2 - 1       |                                      |             |                                  |
| H. Sedin (D. Sedin) - 21:16 | 3 - 1       |                                      |             |                                  |
| Bäckman (Alfredsson) - 23:54 | 4 - 1       |                                      |             |                                  |
| J. Jönsson (K. Jönsson, Samuelsson) - 27:54 | 5 - 1       |                                      |             |                                  |
| | 5 - 2       | 30:40 - Hemský (Jágr, Židlický) (PP) |             |                                  |
| | 5 - 3       | 31:25 - Prospal (Výborný)            |             |                                  |
| Alfredsson (Axelsson) - 39:00 | 6 - 3       |                                      |             |                                  |
| Holmström (Zetterberg) - 56:05 | 7 - 3       |                                      |             |                                  |

| 2006. február 24. 21:05 | Finnország (FIN) | 4 – 0 (1–0, 2–0, 1–0) | Oroszország | Palasport Olimpico Nézőszám: 8702 |

| Jegyzőkönyv | Jegyzőkönyv | Jegyzőkönyv | Jegyzőkönyv | Jegyzőkönyv                            |
| --- | ----------- | ----------- | ----------- | -------------------------------------- |
| |             |             |             | Játékvezető: Don Van Massenhoven (CAN) |
| \| Peltonen (Timonen) (PP) - 6:13 \| 1 - 0 \| \| \| Lydman (S. Koivu) - 29:33 \| 2 - 0 \| \| \| S. Koivu (Timonen, Selänne) (PP) - 33:51 \| 3 - 0 \| \| \| O. Jokinen (Peltonen, Kapanen) - 49:17 \| 4 - 0 \| \| |             |             |             |                                        |
| 8 perc | Büntetések  | 16 perc     |             |                                        |
| 30 | Lövések     | 21          |             |                                        |
| Peltonen (Timonen) (PP) - 6:13 | 1 - 0       |             |             |                                        |
| Lydman (S. Koivu) - 29:33 | 2 - 0       |             |             |                                        |
| S. Koivu (Timonen, Selänne) (PP) - 33:51 | 3 - 0       |             |             |                                        |
| O. Jokinen (Peltonen, Kapanen) - 49:17 | 4 - 0       |             |             |                                        |

### 3. helyért
| 2006. február 25. 20:35 | Oroszország (RUS) | 0 – 3 (0–1, 0–1, 0–1) | Csehország | Palasport Olimpico Nézőszám: 8379 |

| Jegyzőkönyv | Jegyzőkönyv | Jegyzőkönyv                        | Jegyzőkönyv | Jegyzőkönyv                         |
| --- | ----------- | ---------------------------------- | ----------- | ----------------------------------- |
| |             |                                    |             | Játékvezető: Thomas Andersson (SWE) |
| \| \| 0 - 1 \| 4:48 - Erat (Výborný, Lang) \| \| \| 0 - 2 \| 26:36 - Židlický (Jágr, Lang) (PP) \| \| \| 0 - 3 \| 59:52 - Straka (Erat) \| |             |                                    |             |                                     |
| 41 perc | Büntetések  | 14 perc                            |             |                                     |
| 28 | Lövések     | 15                                 |             |                                     |
| | 0 - 1       | 4:48 - Erat (Výborný, Lang)        |             |                                     |
| | 0 - 2       | 26:36 - Židlický (Jágr, Lang) (PP) |             |                                     |
| | 0 - 3       | 59:52 - Straka (Erat)              |             |                                     |

### Döntő
| 2006. február 26. 14:05 | Finnország (FIN) | 2 – 3 (1–0, 1–2, 0–1) | Svédország | Palasport Olimpico Nézőszám: 8274 |

| Jegyzőkönyv | Jegyzőkönyv | Jegyzőkönyv                                   | Jegyzőkönyv | Jegyzőkönyv                      |
| --- | ----------- | --------------------------------------------- | ----------- | -------------------------------- |
| |             |                                               |             | Játékvezető: Paul Devorski (CAN) |
| \| Timonen (Selänne) (PP) - 14:45 \| 1 - 0 \| \| \| \| 1 - 1 \| 24:42 - Zetterberg (Samuelsson, Bäckman) (PP) \| \| \| 1 - 2 \| 33:24 - Kronwall (Zetterberg) (PP) \| \| Peltonen (J. Jokinen, O. Jokinen) - 35:00 \| 2 - 2 \| \| \| \| 2 - 3 \| 40:10 - Lidström (M. Sundin, Forsberg) \| |             |                                               |             |                                  |
| 14 perc | Büntetések  | 14 perc                                       |             |                                  |
| 27 | Lövések     | 28                                            |             |                                  |
| Timonen (Selänne) (PP) - 14:45 | 1 - 0       |                                               |             |                                  |
| | 1 - 1       | 24:42 - Zetterberg (Samuelsson, Bäckman) (PP) |             |                                  |
| | 1 - 2       | 33:24 - Kronwall (Zetterberg) (PP)            |             |                                  |
| Peltonen (J. Jokinen, O. Jokinen) - 35:00 | 2 - 2       |                                               |             |                                  |
| | 2 - 3       | 40:10 - Lidström (M. Sundin, Forsberg)        |             |                                  |

| A 2006. évi téli olimpiai játékok férfi jégkorongtornájának olimpiai bajnoka |
| · SVÉDORSZÁG · 2. cím                                                        |
| ---------------------------------------------------------------------------- |

## Végeredmény
- Csak az első négy helyért játszottak helyosztó mérkőzéseket az egyenes kieséses szakaszban. A többi helyezést a csoportmérkőzéseken elért eredmények alapján határozták meg.

| Helyezés | Csapat                 | M | Gy | D | V | G+ | G– | Gk  | P  |
| -------- | ---------------------- | - | -- | - | - | -- | -- | --- | -- |
| Arany    | Svédország (SWE)       | 8 | 6  | 0 | 2 | 31 | 19 | +12 | 12 |
| Ezüst    | Finnország (FIN)       | 8 | 7  | 0 | 1 | 29 | 8  | +21 | 14 |
| Bronz    | Csehország (CZE)       | 8 | 4  | 0 | 4 | 23 | 20 | +3  | 8  |
| 4.       | Oroszország (RUS)      | 8 | 5  | 0 | 3 | 25 | 18 | +7  | 10 |
|          |                        |   |    |   |   |    |    |     |    |
| 5.       | Szlovákia (SVK)        | 6 | 5  | 0 | 1 | 19 | 11 | +8  | 10 |
| 6.       | Svájc (SUI)            | 6 | 2  | 2 | 2 | 12 | 18 | –6  | 6  |
| 7.       | Kanada (CAN)           | 6 | 3  | 0 | 3 | 15 | 11 | +4  | 6  |
| 8.       | Egyesült Államok (USA) | 6 | 1  | 1 | 4 | 16 | 17 | –1  | 3  |
|          |                        |   |    |   |   |    |    |     |    |
| 9.       | Kazahsztán (KAZ)       | 5 | 1  | 0 | 4 | 9  | 16 | –7  | 2  |
| 10.      | Németország (GER)      | 5 | 0  | 2 | 3 | 7  | 16 | –9  | 2  |
| 11.      | Olaszország (ITA)      | 5 | 0  | 2 | 3 | 9  | 23 | –14 | 2  |
| 12.      | Lettország (LAT)       | 5 | 0  | 1 | 4 | 11 | 29 | –18 | 1  |

## Statisztikák

### A legjobb kapusok ranglistája
| #  | Név               | JI     | KG | GÁ   | KL  | V%    | SO |
| -- | ----------------- | ------ | -- | ---- | --- | ----- | -- |
| 1. | Antero Niittymäki | 358:51 | 8  | 1.34 | 164 | 95.12 | 3  |
| 2. | Jevgenyij Nabokov | 359:27 | 8  | 1.34 | 134 | 94.03 | 3  |
| 3. | David Aebischer   | 200:00 | 7  | 2.10 | 117 | 94.02 | 0  |
| 4. | Peter Budaj       | 179:24 | 6  | 2.01 | 79  | 92.41 | 0  |
| 5. | Martin Brodeur    | 238:40 | 8  | 2.01 | 104 | 92.31 | 0  |

JI – jégidő,  KG – kapott gólok száma, GÁ – gólátlag, KL – kapott lövések száma,  V% – védési hatékonyság, SO – Shutout (kapott gól nélküli mérkőzés) 

Csak azok a kapusok vannak a listán, akik legalább a meccsek 40%-án védtek.

### Kanadai táblázat
| #   | Játékos           | M | G | A | P  | BP | +/- |
| --- | ----------------- | - | - | - | -- | -- | --- |
| 1.  | Teemu Selänne     | 8 | 6 | 5 | 11 | +7 | 4   |
| 2.  | Saku Koivu        | 8 | 3 | 8 | 11 | +5 | 12  |
| 3.  | Daniel Alfredsson | 8 | 5 | 5 | 10 | +2 | 4   |
| 4.  | Marián Hossa      | 6 | 5 | 5 | 10 | +9 | 4   |
| 5.  | Ville Peltonen    | 8 | 4 | 5 | 9  | +4 | 6   |
| 6.  | Olli Jokinen      | 8 | 6 | 2 | 8  | +5 | 2   |
| 7.  | Jere Lehtinen     | 8 | 3 | 5 | 8  | +6 | 0   |
| 8.  | Mats Sundin       | 8 | 3 | 5 | 8  | +1 | 4   |
| 9.  | Martin Straka     | 8 | 2 | 6 | 8  | +4 | 6   |
| 10. | Pavel Dacjuk      | 8 | 1 | 7 | 8  | +5 | 10  |

MSz – mérkőzések száma,  G – gólok száma,  A – asszisztok száma,  P – pontszám, +/- – plusz-mínusz mutató, BP – büntetés percek 